# Science du bien-être animal
 (mars 2014).
Si vous disposez d'ouvrages ou d'articles de référence ou si vous connaissez des sites web de qualité traitant du thème abordé ici, merci de compléter l'article en donnant les références utiles à sa vérifiabilité et en les liant à la section « Notes et références ».
La science du bien-être animal est l'étude scientifique du bien-être des animaux, tels les animaux de compagnie, les animaux sauvages dans les cirques et les zoos, les laboratoires de recherche, dans les fermes et dans la nature.
Bien que le bien-être des animaux est un objet de réflexion depuis plusieurs milliers d'années dans la religion et dans la culture, l'emploi de la méthode scientifique est un développement relativement récent.
Le premier professeur au monde de science du bien-être animal, Donald Broom (en), fut nommé par l'université de Cambridge en 1986.
Cette discipline est l’objet d’un collège européen de vétérinaires spécialistes, le Collège européen de bien-être animal et médecine comportementale (European College of Animal Welfare and Behavioural Medicine - ECAWBM). Celui-ci s’efforce de fournir aux propriétaires d’animaux et à leurs vétérinaires des spécialistes vétérinaires européenne. Le collège est composé de deux sous-spécialités, les sciences du bien-être animal, l’éthique et le droit (AWSEL) et la médecine comportementale (BM).